# كيم أون تشول
كيم أون تشول (مواليد 23 سبتمبر 1979) هو ملاكم كوري شمالي، مثّل بلاده في الألعاب الأولمبية الصيفية 2000.

## روابط خارجية
كيم أون تشول على موقع أوليمبيديا (الإنجليزية)